# 올리비아 체니
올리비아 체니(Olivia Chaney, 1982년 ~ )는 잉글랜드의 싱어송라이터, 기타·피아노·하르모니움 연주자이다. 2015년 데뷔 앨범 The Longest River를 발매했다.

## 음반 목록
- The Longest River (2015)
- Shelter (2018)